# ساتورو كوبياشي
ساتورو كوبَياشي (باليابانية: 小林 悟) (26 أغسطس 1973 في غونما في اليابان – )؛ هو لاعب كرة قدم ياباني سابق كان يلعب كمدافع.

## وصلات خارجية
- ساتورو كوبياشي على موقع رابطة كرة القدم اليابانية للمحترفين (اليابانية)